# Sanne Hunfeld
Sanne Hunfeld (Amsterdam, 1981) is een Nederlands violiste.

## Opleiding
Hunfeld studeerde viool bij Lex Korff de Gidts aan het Conservatorium van Amsterdam, waar ze in 2004 haar bachelor-diploma met onderscheiding haalde. Daarna studeerde ze verder aan de Guildhall School of Music and Drama in Londen bij David Takeno waar ze in 2005 haar Master Degree in Music Performance haalde, ook met onderscheiding. Ze sloot haar studie af bij Peter Brunt aan het Koninklijk Conservatorium te Den Haag. Verder volgde ze masterclasses bij onder meer Herman Krebbers en Maxim Vengerov (de laatste tijdens het televisieprogramma Masterclass).

## Activiteiten
In 2005 was Hunfeld solist in het vioolconcert van Samuel Barber tijdens de jaarlijks tournee van het Nederlands Studenten Orkest. Ze is  actief in de kamermuziek: ze maakt deel uit van een pianotrio, Trio Suleika en vormt een duo met pianist Maarten den Hengst.
Hunfeld was korte tijd concertmeester van het Magogo Kamerorkest en is sinds 2011 violiste in het Koninklijk Concertgebouworkest.

## Prijzen en onderscheidingen
Hunfeld behaalde prijzen op het Prinses Christina Concours, het Davina van Wely Vioolconcours en het Vriendenkrans Concours. In 2003 won ze de derde prijs op het Nationaal Vioolconcours Oskar Back. In 2005 werd de Kersjes van de Groenekan Prijs aan haar toegekend.

## Instrument
Hunfeld speelt op een Ruggieri-viool (Cremona, 1668), die haar ter beschikking is gesteld door het studiefonds Oskar Back.